# 麗済同盟
麗済同盟（れいさいどうめい）は、642年頃に高句麗と百済が新羅を攻撃するために結んだ軍事同盟で、百済が滅亡した660年まで続いた。
6世紀半ばまで、新羅と百済は高句麗に対抗するため羅済同盟を結んでいたが、553年に新羅が百済から漢江流域を奪い、554年には百済の聖王が新羅との戦いで戦死した。それ以後、百済と新羅は敵対関係が続いた。642年、百済の義慈王は、高句麗の淵蓋蘇文と同盟を結び、新羅の善徳女王から新羅西部の40城余りと大耶城（대야성）を奪い、新羅北部の党項城（당항성）を攻撃した。654年には高句麗が百済、靺鞨と共に新羅の北方30余城を攻略した。新羅は麗済同盟に対抗するため、648年に唐と結び（唐・新羅の同盟）、660年に百済を、668年に高句麗を滅ぼした。